# 월천항 (삼척시)
월천항은 강원특별자치도 삼척시 원덕읍 월천3리에 있는 어항이다. 어촌정주어항으로 지정하여 관리하고 있다. 시설관리자는 삼척시장이다.

## 어항구역
본 항의 어항구역은 다음과 같다.
- 수역[1]
  - 방파제 기점에서 북측으로 20m 떨어진 점(X=4,111,394.825, Y=532,087.738)에서 직각 E방향으로 120m(X=4,111,303.818, Y=532, 2858.953), 이동하고 S25°E방향으로 130m 지점(X=4,111,187.031, Y=532,229.782) 그은 선이 해안선과 맞닿는 선내의 공유수면 (32,000m2)

## 개발계획
2005년 12월 28일 고시된 어항개발계획은 다음과 같다.
- 방파제 210m, 방사제 103m, 물양장 20m, 호안 74m